# Janáky Csaba
Janáky Csaba (Szeged, 1984. július 13. –) magyar elektrokémikus.

## Életpályája
Szülei: Dr. Janáky Tamás és Trója Ilona. 2002-ben a szegedi Radnóti Miklós Kísérleti Gimnáziumban érettségizett. 2002–2007 között a Szegedi Tudományegyetem Természettudományi és Informatikai Karán okleveles vegyész végzettséget szerzett. 2003–2009 között a Szegedi Tudományegyetem Gazdaságtudományi Karán okleveles közgazdász lett. 2004 óta a Magyar Kémikusok Egyesületének tagja. 2007–2010 között a Szegedi Tudományegyetem Kémia Doktori Iskolában PhD. fokozatot szerzett. 2010–2011 között a Szegedi Tudományegyetem Fizikai Kémiai és Anyagtudományi Tanszék tudományos munkatársa, 2011–2015 között egyetemi tanársegéde, 2013–2014 között Marie Curie Ösztöndíjasa volt, 2015-től egyetemi adjunktusa, 2019-től egyetemi docense. 2011–2013 között Marie Curie Ösztöndíjas volt a University of Texas at Arlington-on. 2014–2019 között az MTA-SZTE Lendület program Fotoelektrokémiai Kutatócsoport vezetője. 2019 óta a Fiatal Kutatók Akadémiájának tagja.

## Díjai
- Pro Scientia Aranyérem (2007)[4]
- Junior Prima díj (2015)
- Gábor Dénes-díj (2019)[5]
- A Magyar Érdemrend lovagkeresztje (2021)[6]